# マスター・オブ・リアリティ
『マスター・オブ・リアリティ』 (Master of Reality) は、イギリスのヘヴィメタルバンド、ブラック・サバスが1971年にリリースした3rdアルバム。

## 概要
ギタリストのトニー・アイオミは、このアルバムからギターのチューニングを1音半下げることを試み始めた。弦のテンションを減らして、自身の傷ついた指でも弾きやすくするためである。これによって、より低くドロドロとしたトーンが生まれ、このアルバムのトレードマークとなった。
歌詞では、ドラッグ・孤独・戦争・神などがテーマとされた。「アフター・フォーエヴァー」では作詞にトニー・アイオミがクレジットされ、キリスト教的なテーマが歌われている。
オリジナルのアメリカ盤では、いくつかの曲にサブタイトルがつけられ、実際よりも多くの曲が収録されているように見せかけられていた。「チルドレン・オブ・ザ・グレイヴ」のコーダ部分は「The Haunting」、「ロード・オブ・ジス・ワールド」のイントロ部分は「Step Up」、「イントゥ・ザ・ヴォイド」のイントロ部分は「Deathmask」というタイトルがそれぞれつけられていた。また、オリジナルのアメリカ盤ではアルバムタイトルが「マスターズ・オブ・リアリティ」という風に誤って印刷されてもいた。
イギリスではこのアルバムはチャート5位に達した。アメリカでは、ビルボードのポップアルバムチャートで8位となった。『ローリング・ストーン誌が選ぶオールタイム・グレイテスト・アルバム500』に於いて、234位にランクイン。
デビュー以来のブラック・サバスのプロデューサーであるロジャー・ベインは、このアルバムを最後に降板した。
アルバムの多くの曲が「リユニオン・ツアー」で演奏された。

## 収録曲
1. スウィート・リーフ - "Sweet Leaf" - 5:05
2. アフター・フォーエヴァー -"After Forever" - 5:26
3. エンブリオ - "Embryo" - 2:18
4. チルドレン・オブ・ザ・グレイヴ - "Children of the Grave" - 5:17
5. オーキッド - "Orchid" - 1:31
6. ロード・オブ・ジス・ワールド - "Lord of This World" - 5:26
7. ソリテュード - "Solitude" - 5:12
8. イントゥ・ザ・ヴォイド - "Into the Void" - 6:12

## 参加ミュージシャン
- オジー・オズボーン - リードボーカル
- トニー・アイオミ - ギター、フルート、ピアノ
- ギーザー・バトラー - ベース
- ビル・ワード - ドラム、バックボーカル

### その他
- キーフ - 写真、ポスターデザイン
- マイク・スタンフォード - アートディレクション